# Арнаутова магаза
Арнаутовата или Адилевата магаза (на македонска литературна норма: Арнаутова магаза) е магазин на чаршията в град Охрид, Северна Македония. Сградата е обявена за значимо културно наследство на Република Македония.

## Архитектура
Сградата е разположена на чаршийската улица „Свети Климент Охридски“ № 16, на ъгъла с улица „Климентов университет“. Изградена е в 1883 година от непознати майстори. Сградата се състои от приземие и етаж. Градежът е от камък с характерен жълто-червеникав цвят. Ъглите са оформени с по-големи обработени каменни блокове. Отворите на приземието са със сводове от обработен травертин. На етажа също има прозоречни отвори с полукръгли арки от травертин. На тях са запазени и типичните за охридските магази каменни капаци. Сградата завърщва с обработена профилирана стреха от бигорни блокове. Покривът е на много води с керемиди каналици. На фасада на магазата, високо горе между прозорците на етажа под стрехата има мраморна плоча – една от деветте запазени на охридските магази. Текстът гласи „1883... Никола Наумъ Арнаутъ“.